# Gégé Katana

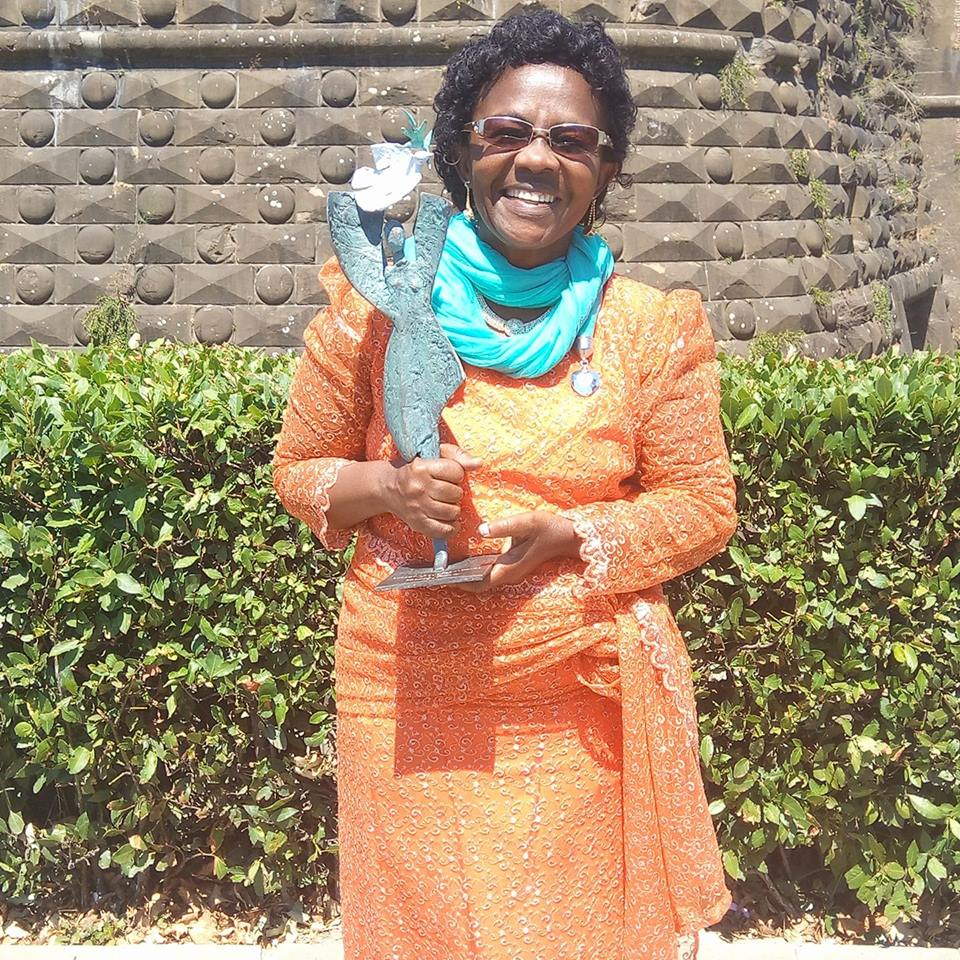
Gégé Katana

Gégé Katana är en Kinshasa-kongolesisk människorättsaktivist. Hon har grundat Solidarity Movement of Women Human Rights Activists, som forskar om och kampanjar mot sexuellt våld och hjälper våldtäktsoffer.Hon arbetar också på Global Fund for Women och Synergie des Femmes Defenseurs des Droits de l’Homme du Sud-Kivu en RDC. Hon har arresterats, hotats och hindrats från att resa.
Katana mottog Front Line Defenders Award for Human Rights Defenders at Risk 2007.